# 五軒屋駅
五軒屋駅（ごけんやえき）は、かつて岡山県倉敷市福田町浦田五軒屋にあった水島臨海鉄道の駅である。現在の福井駅と浦田駅の中間あたりに置かれていた。

## 概要
戦時中に三菱重工業水島航空機製作所は空襲激化により、1945年（昭和20年）5月から重要設備を分散疎開させていた。そして浦田にある山の斜面には五軒屋「松」疎開工場が建設され、五軒屋駅はそこで働く工員が乗降するために使用されていた。
戦後は地方鉄道の駅として営業を開始し、1955年制作の映画「麦笛」のロケ地にもなった。
しかしモータリゼーションの進展によりバス停近くにあった同駅の乗客数が激減したため、倉敷市営鉄道時代の1968年10月に休止、そして水島臨海鉄道発足後の1976年12月に廃止された。

## 歴史
- 1943年（昭和18年）7月：三菱重工業水島航空機製作所（現在の三菱自動車水島製作所）専用鉄道が開業。
- 1948年（昭和23年）8月：地方鉄道の駅として旅客輸送を開始[4]。
- 1952年（昭和27年）4月1日：倉敷市が水島工業都市開発から施設譲受し、倉敷市交通局の駅となる。
- 1968年（昭和43年）10月：五軒屋駅休止[4]。
- 1970年（昭和45年）4月1日：水島臨海鉄道が倉敷市交通局から施設譲受し、水島臨海鉄道の駅となる。
- 1976年（昭和51年）12月：休止中の五軒屋駅を廃止[4]。

## 周辺
- 浦田駅（当駅廃止後の1988年に開業）
- 五軒屋「松」疎開工場 給水塔跡

## 隣の駅
水島臨海鉄道
水島本線
西富井駅 - 五軒屋駅 - 弥生駅